# اورال-بی
اورال-بی (به انگلیسی: Oral-B) یک نام تجاری برای مسواک و سایر محصولات بهداشت دهان و دندان است. اولین مسواک اورال بی در سال ۱۹۵۰ میلادی توسط دکتر رابرت هات سان در آمریکا طراحی و عرضه شد. در سال ۱۹۸۴ اورال-بی بخشی از گروه ژیلت شد. پس از ادغام ژیلت، از سال ۲۰۰۶ اورال-بی بخشی از شرکت پروکتر اند گمبل می‌باشد.